# باول بيل (لاعب دوري الرغبي)
باول بيل (بالإنجليزية: Paul Bell)‏ هو لاعب دوري الرغبي أسترالي، ولد في 14 يناير 1969.